# Barão do Linhó
Barão do Linhó é um título nobiliárquico criado por D. Manuel II de Portugal, por Decreto de 4 de Fevereiro de 1910, em favor de António Borges Coutinho de Medeiros de Sousa Dias da Câmara.

## Barões do Linhó (1910)

### Titulares
1. António Borges Coutinho de Medeiros de Sousa Dias da Câmara (1871–1941), 1.º Barão do Linhó.

### Armas
As dos Borges (plenas).